# Ethel Mannin
Ethel Edith Mannin (6 de octubre de 1900- 5 de diciembre de 1984) fue una popular novelista y escritora de viajes británica,  nacida en Londres.

## Biografía
El padre de Mannin, Robert Mannin (muerto en 1948), era miembro de la Liga Socialista, y transmitió sus creencias de izquierda a su hija. Mannin declaró más tarde que «su socialismo era mucho más profundo que cualquier política o política de partido; era el auténtico socialismo de los primeros cristianos, el verdadero comunismo de “todas las cosas en común” total y trágicamente alejado del estalinismo».  Cuando estaba en el internado, tras el estallido de la Primera Guerra Mundial, pidieron a Mannin que escribiera un ensayo sobre «Patriotismo». Con la esperanza de impresionar a su maestro favorito (un simpatizante comunista), el ensayo de Mannin era una defensa de las ideas antipatrióticas y antimonárquicas. Por ello, la directora le regañó frente a toda la escuela y la hizo arrodillarse en el pasillo de la escuela toda la tarde. Mannin a menudo mencionaba este incidente en sus autobiografías como uno que tuvo mucha influencia en la formación de su pensamiento político. Su carrera como escritora comenzó como redactora de textos publicitarios y periodismo. Se convirtió en una autora prolífica, y también política y socialmente implicada.  Las memorias de Mannin de la década de 1920, Confessions and Impressions (Confesiones e Impresiones), se vendieron en grandes cantidades y fue uno de los primeros libros de bolsillo de Penguin.
Inicialmente, apoyó al Partido Laborista, pero se desilusionó en la década de 1930. Inicialmente simpatizante de la Unión Soviética, una visita en 1936 la dejó desilusionada con el estalinismo, que describió en su libro South to Samarkand (Al sur, a Samarcanda). Según RF Foster, «era miembro del Partido Laborista Independiente, y su ideología en la década de 1930 tendía al anarcosindicalismo más que al comunismo de línea dura, pero era enfática y ruidosamente de izquierdas». Llegó a apoyar el anarquismo y escribió sobre la anarquista estadounidense nacida en Rusia Emma Goldman, colega suya en Solidaridad Internacional Antifascista en la época de la guerra civil española.  Mannin participó activamente en la actividad antiimperialista en nombre de las naciones africanas durante la década de 1930 y trabó amistad con George Padmore, CLR James y Chris Braithwaite, que eran figuras destacadas de estos movimientos. Mannin participó activamente en movimientos antifascistas, incluido el Comité Mundial de Mujeres contra la Guerra y el Fascismo. Mannin apoyó las acciones militares de la República española, pero se opuso a la Segunda Guerra Mundial.
Mannin enumeró a Bart de Ligt y AS Neill como pensadores que influyeron en sus ideas. Describió a W. Somerset Maugham y Aldous Huxley como los escritores a los que más admiraba, definió a Norman Haire como la "única persona completamente racional que había conocido»  y manifestó su «oposición a la pena capital, la educación ortodoxa y los deportes de sangre». 
El libro de Mannin de 1944 Bread and Roses: A Utopian Survey and Blue-Print ha sido descrito por el historiador Robert Graham como planteando "una visión ecológica de oposición a la organización industrial prevaleciente y destructiva de nuestra sociedad».
En 1954, Mannin fue una de las firmantes de una carta de protesta contra las ejecuciones en masa de kenianos por parte del gobierno colonial que habían sido "acusados de delitos menores».
Cuando ya estaba en la setentena, Mannin todavía se describía a sí misma como una «republicana» antimonárquica y una «anarquista tolstoyana». 
Se casó en dos ocasiones. En 1919, una relación de corta duración en la que tuvo una hija, Jean Porteous, objetora de conciencia en la Segunda Guerra Mundial, a favor de quien testificó en un tribunal; y en 1938 con Reginald Reynolds, un cuáquero e intermediario en la India entre Mahatma Gandhi y las autoridades británicas. En 1934-5 tuvo en una intensa pero problemática relación intelectual, emocional y física con WB Yeats, que estaba recuperándose de su relación con Margot Ruddock y a punto de enamorarse de Dorothy Wellesley (puede encontrarse un relato detallado al respecto en el relato de RF Foster sobre Yeats, concluyendo principalmente que el compromiso emocional de ella era mucho menor que el de él). También tuvo un romance muy publicitado con Bertrand Russell.

## Su obra

### Autobiografías
- Confessions and Impressions (1930)
- Privileged Spectator (1939)
- Connemara Journal (1947)
- Brief Voices (1959)
- Young in the Twenties: A Chapter of Autobiography (1971)
- Sunset over Dartmoor: A Final Chapter of Autobiography (1977)

### Otras obras
- Martha (1923)
- Hunger of the Sea (1924)
- Sounding Brass (1925)
- Three New Love Stories (1925) with Warwick Deeping and Gilbert Frankau
- Pilgrims (1927)
- Green Willows (1928)
- Crescendo, Being the Dark Odyssey of Gilbert Stroud (1929)
- Children of the Earth (1930)
- Song of the Bomber (1936)
- Ragged Banners (1931)
- Bruised Wings and Other Stories (1931)
- Common-sense and the Child (1931)
- Green Figs (1931) stories
- The Tinsel Eden and Other Stories (1931)
- All Experience (1932)
- Linda Shawn (1932)
- Love's Winnowing (1932)
- Venetian Blinds (1933)
- Dryad (1933) stories
- Men Are Unwise (1934)
- Some Adventures With A School (1934) with Margaret Johnston
- Cactus (1935)
- Forever Wandering (1935)
- The Falconer's Voice (1935)
- Forbidden Music (1935)
- South to Samarkand (1936)
- Spain and Us (with J.B. Priestley, Rebecca West, Stephen Spender, Francis Meynell, Louis Golding, T. F. Powys, J. Langdon-Davies, Catherine Carswell) (1936)
- The Pure Flame (1936)
- Sounding Brass (1937)
- Women Also Dream (1937)
- Common-Sense and the Adolescent (1937)
- Women and the Revolution (1938)
- Rose and Sylvie (1938)
- Darkness My Bride (1938)
- Julie: The story of a dance-hostess (1940)
- Rolling in the Dew (1940)
- Against Race-Hatred and for a Socialist Peace (with  Richard Acland, Vera Brittain, G. D. H. Cole, Victor Gollancz, Augustus John, James Maxton and J. B Priestley ) (1940)
- Commonsense and Morality (1941)
- Red Rose: A Novel based on the Life of Emma Goldman (1941)
- Captain Moonlight (1942)
- The Blossoming Bough (1942)
- Castles in the Street (1942)
- Proud Heaven (1943)
- No More Mimosa (1943)
- Bread and Roses: An Utopian Survey and Blue-Print (1944)
- Comrade O Comrade, or, Low-Down on the Left (1945)
- Lucifer and the Child (1945)
- Christianity or Chaos? (1946)
- Selected Stories (1946)
- The Dark Forest (1946)
- Why I Am Still a Pacifist (with Catherina de Ligt, Hugh Fausset, Laurence Housman, Clare Sheridan, Alex Wood, and Myrtle Wright) (1946).
- Bavarian Story (1948)
- German Journey (1948)
- Late Have I Loved Thee (1948)
- Every Man a Stranger (1949)
- Jungle Journey: 7000 Miles through India and Pakistan (1950)
- At Sundown the Tiger (1951)
- The Fields at Evening (1952)
- The Wild Swans and Other Tales Based on the Ancient Irish (1952)
- This Was a Man: Some Memories of Robert Mannin by His Daughter (1952)
- Lover under Another Name (1953)
- Moroccan Mosaic (1953)
- So Tiberius … (1954)
- Two Studies in Integrity: Gerald Griffin and the Rev. Francis Mahony ('Father Prout') (1954)
- Land of the Crested Lion: A Journey through Modern Burma (1955)
- The Living Lotus (1956)
- Pity the Innocent (1957)
- The Country of the Sea: Some Wanderings in Brittany (1957)
- Fragrance of Hyacinths (1958)
- Ann and Peter in Sweden (1959)
- The Blue-eyed Boy (1959)
- Ann and Peter in Japan (1960)
- The Flowery Sword: Travels in Japan (1960)
- Sabishisha (1961)
- Ann and Peter in Austria (1962)
- Curfew at Dawn (1962)
- With Will Adams Through Japan (1962)
- A Lance for the Arabs: A Middle East Journey (1963)
- The Road to Beersheba (Hutchinson, 1963).
- Aspects of Egypt: Some Travels in the United Arab Republic (1964)
- Rebels' Ride. A Consideration of the Revolt of the Individual (1964)
- Report from Iraq (1964)
- Lovely Land: The Hashemite Kingdom of Jordan (1965)
- The Burning Bush (1965)
- Loneliness: A Study of the Human Condition (1966)
- The Night and Its Homing (1966)
- The Lady and the Mystic (1967)
- An American Journey (1967)
- Bitter Babylon (1968)
- England for a Change (1968)
- The Saga of Sammy-Cat (1969)
- Practitioners of Love. Some Aspects of the Human Phenomenon (1969)
- The Midnight Street (1969)
- England at Large (1970)
- Free Pass to Nowhere (1970)
- My Cat Sammy (1971)
- England My Adventure (1972)
- The Curious Adventure of Major Fosdick (1972)
- Mission to Beirut (1973)
- Stories from My Life (1973)
- An Italian Journey (1974)
- Kildoon (1974)
- The Late Miss Guthrie (1976)

### Cuentos cortos
- "The Unremembered Years". John Bull, 28 de diciembre de 1929